# 바르미아

바르미아(폴란드어: Warmia, 라틴어: Varmia, 독일어: Ermland 에름란트[*])는 폴란드 북부의 역사적 지역으로, 옛 프루시아 땅의 일부이기도 하다. 역사적인 중심지는 프롬보르크(Frombork, Frauenburg)와 리즈바르크 바르민스키(Lidzbark Warmiński, Heilsberg)에 있었으며, 오늘날 가장 큰 도시는 올슈틴이다. 현대에 바르미아는 폴란드의 주인 바르미아-마주리의 핵심부를 이루고 있다.
바르미아는 프루시아(프로이센)으로 알려진 더 큰 역사적 지역의 일부로, 본래 고대 프로이센인이 살던 땅이고 나중에는 독일인과 폴란드인이 주로 거주하게 되었다. 바르미아는 전통적으로 이웃한 마주리아와 깊은 관계가 있었지만, 15세기 이후 주로 튜턴 기사단과 프로이센 공국의 영지로서 대개 개신교로 개종한 마주리아와 달리 가톨릭을 유지했고 1772년(제1차 폴란드 분할)까지 폴란드의 직할 영토에 속했다. 제2차 세계대전에서 독일이 패전한 이후 바르미아는 소위 '수복령'의 일부로 폴란드에 편입되었다.

## 같이 보기
- 바르미아 주교후국
- 바르미아 대교구
- 바르미아 주교